# Sant Ciergue dau Chailar
Saint-Cierge-sous-le-Cheylard és un municipi francès situat al departament de l'Ardecha i a la regió d'Alvèrnia-Roine-Alps. L'any 2007 tenia 202 habitants.

## Demografia

### Població
El 2007 la població de fet de Saint-Cierge-sous-le-Cheylard era de 202 persones. Hi havia 89 famílies de les quals 26 eren unipersonals (13 homes vivint sols i 13 dones vivint soles), 34 parelles sense fills, 25 parelles amb fills i 4 famílies monoparentals amb fills.
La població ha evolucionat segons el següent gràfic:
Habitants censats

### Habitatges
El 2007 hi havia 124 habitatges, 95 eren l'habitatge principal de la família, 20 eren segones residències i 9 estaven desocupats. 117 eren cases i 6 eren apartaments. Dels 95 habitatges principals, 70 estaven ocupats pels seus propietaris, 23 estaven llogats i ocupats pels llogaters i 2 estaven cedits a títol gratuït; 5 tenien dues cambres, 17 en tenien tres, 26 en tenien quatre i 46 en tenien cinc o més. 86 habitatges disposaven pel capbaix d'una plaça de pàrquing. A 29 habitatges hi havia un automòbil i a 59 n'hi havia dos o més.

### Piràmide de població
La piràmide de població per edats i sexe el 2009 era:
| Homes | Edats   | Dones |
| ----- | ------- | ----- |
| 0     | 95 o +  | 0     |
| 0     | 90 a 94 | 4     |
| 8     | 85 a 89 | 0     |
| 0     | 80 a 84 | 0     |
| 0     | 75 a 79 | 8     |
| 0     | 70 a 74 | 4     |
| 4     | 65 a 69 | 4     |
| 4     | 60 a 64 | 4     |
| 0     | 55 a 59 | 0     |
| 12    | 50 a 54 | 4     |
| 8     | 45 a 49 | 8     |
| 12    | 40 a 44 | 12    |
| 8     | 35 a 39 | 4     |
| 8     | 30 a 34 | 12    |
| 4     | 25 a 29 | 8     |
| 0     | 20 a 24 | 0     |
| 20    | 15 a 19 | 0     |
| 12    | 10 a 14 | 0     |
| 12    | 5 a 9   | 0     |
| 12    | 0 a 4   | 4     |

## Economia
El 2007 la població en edat de treballar era de 149 persones, 111 eren actives i 38 eren inactives. De les 111 persones actives 106 estaven ocupades (54 homes i 52 dones) i 5 estaven aturades (1 home i 4 dones). De les 38 persones inactives 20 estaven jubilades, 10 estaven estudiant i 8 estaven classificades com a «altres inactius».

### Ingressos
El 2009 a Saint-Cierge-sous-le-Cheylard hi havia 83 unitats fiscals que integraven 189 persones, la mediana anual d'ingressos fiscals per persona era de 19.746 €.

### Activitats econòmiques
Dels 4 establiments que hi havia el 2007, 2 eren d'empreses de comerç i reparació d'automòbils, 1 d'una empresa de transport i 1 d'una empresa d'hostatgeria i restauració.
L'any 2000 a Saint-Cierge-sous-le-Cheylard hi havia 7 explotacions agrícoles.

## Poblacions més properes
El següent diagrama mostra les poblacions més properes.